# Maillet (Allier)
Maillet era una comuna francesa situada en el departamento de Allier, de la región de Auvernia-Ródano-Alpes, que el 1 de enero de 2016 pasó a ser una comuna delegada de la comuna nueva de Haut-Bocage al fusionarse con las comunas de Givarlais y Louroux-Hodement.

## Demografía
| Gráfica de evolución demográfica de Maillet (Allier) entre 1800 y 2013 |
|                                                                        |

Los datos demográficos contemplados en este gráfico de la comuna de Maillet se han cogido de 1800 a 1999 de la página francesa EHESS/Cassini, y los demás datos de la página del INSEE.